# Andrzej Dzięga
Andrzej Dzięga (Radzyń Podlaski, 14 dicembre 1952) è un arcivescovo cattolico polacco, dal 24 febbraio 2024 arcivescovo emerito di Stettino-Kamień.

## Biografia

### Formazione e ministero sacerdotale
Dopo essere entrato nel seminario di Siedlce, è stato ordinato sacerdote l'11 giugno 1977 dal vescovo Jan Mazur. 
Dal 1977 al 1982 è stato vicario parrocchiale nelle parrocchie di Malowa Góra e Radoryż Kościelny. 
Dal 1982 al 1987 ha frequentato l'università cattolica di Lublino, conseguendo nel 1985 la licenza e nel 1988 il dottorato in diritto canonico. Dal 1986 al 1989 ha ricoperto il ruolo di notaio del tribunale diocesano di Siedlce, mentre dal 1989 al 1991 è vice postulatore del processo di beatificazione dei martiri di Podlachia; dal 1989 al 2002 è stato giudice del medesimo tribunale. Nel 1989 è stato nominato docente di diritto canonico presso l'università di Lublino e nel 1995 ha ottenuto l'abilitazione. Dal 1992 al 1995 è stato cancelliere della curia dell'Ordinariato militare in Polonia. Dal 1994 al 1997 è stato uno degli organizzatori del I sinodo della diocesi di Drohiczyn. Dal 1996 al 1999 è stato pro-decano della facoltà di diritto canonico e successivamente è stato nominato decano e docente della facoltà di diritto canonico e civile presso l'università di Lublino ed è contemporaneamente docente del seminario di Drohiczyn.
Ha ricevuto i titoli di membro del capitolo della cattedrale di Drohiczyn e cappellano di Sua Santità. È stato membro dell'Associazione dei canonisti polacchi, redattore della serie editoriale Il Diritto processuale ecclesiale. Materiali e studi e membro del consiglio scientifico di "Law & Social Bounds".

### Ministero episcopale
Il 7 ottobre 2002 papa Giovanni Paolo II lo ha nominato vescovo di Sandomierz. Il 24 novembre 2002 ha ricevuto la consacrazione episcopale dalle mani dell'arcivescovo Józef Kowalczyk Nunzio Apostolico in Polonia, co-consacranti l'arcivescovo di Lublino Józef Mirosław Życiński e il vescovo emerito di Sandomierz Wacław Józef Świerzawski e ha fatto il suo ingresso in diocesi. Il suo motto episcopale è "Dominus Jesus". 
Dal 2008 è membro eletto del consiglio permanente della Conferenza Episcopale Polacca, oltre a presiedere la commissione per gli istituti di vita consacrata e le società di vita apostolica, la commissione mista vescovi - superiori religiosi maggiori e il Consiglio giuridico.
Il 21 febbraio 2009 papa Benedetto XVI lo ha nominato arcivescovo metropolita di Stettino-Kamień. 
In qualità di arcivescovo metropolita di Stettino e Kamień, ha assunto automaticamente la carica di Gran Cancelliere della facoltà di teologia dell'università di Stettino. Si è insediato nella Cattedrale di San Giacomo di Stettino il 4 aprile successivo.
Ha ricevuto il pallio a Roma da papa Benedetto XVI il 30 giugno 2009.
Nell'ambito della Conferenza Episcopale Polacca ricopre le funzioni di presidente della Commissione mista vescovi – superiori maggiori, del Consiglio legale e del Consiglio scientifico. Inoltre è membro del Consiglio permanente, della Commissione mista Governo e Conferenza Episcopale, della Commissione di revisione, della famiglia e dell'equipe pastorale di Radio Maria.
Il 24 febbraio 2024 papa Francesco ha accolto la sua rinuncia al governo pastorale dell'arcidiocesi di Stettino-Kamién.

## Genealogia episcopale
La genealogia episcopale è:
- Cardinale Scipione Rebiba
- Cardinale Giulio Antonio Santori
- Cardinale Girolamo Bernerio, O.P.
- Arcivescovo Galeazzo Sanvitale
- Cardinale Ludovico Ludovisi
- Cardinale Luigi Caetani
- Cardinale Ulderico Carpegna
- Cardinale Paluzzo Paluzzi Altieri degli Albertoni
- Papa Benedetto XIII
- Papa Benedetto XIV
- Papa Clemente XIII
- Cardinale Enrico Benedetto Stuart
- Papa Leone XII
- Cardinale Chiarissimo Falconieri Mellini
- Cardinale Camillo Di Pietro
- Cardinale Mieczysław Halka Ledóchowski
- Cardinale Jan Maurycy Paweł Puzyna de Kosielsko
- Arcivescovo Józef Bilczewski
- Arcivescovo Bolesław Twardowski
- Arcivescovo Eugeniusz Baziak
- Papa Giovanni Paolo II
- Arcivescovo Józef Kowalczyk
- Arcivescovo Andrzej Dzięga

## Onorificenze
Nel 2006 dal Sindaco di Sandomierz ha ricevuto il titolo onorario di „Bene Meritus”.
Nel 2014 ha ricevuto il titolo di dottore honoris causa dell’Università Cattolica Péter Pázmány di Budapest